# Света Петка (Долно Оризари)
Вижте пояснителната страница за други значения на Света Петка.
„Света Петка“ или „Света Параскева“ (на македонска литературна норма: „Света Петка“, „Света Параскева“) е възрожденска църква в битолското село Долно Оризари, Северна Македония, част от Преспанско-Пелагонийската епархия на Македонската православна църква – Охридска архиепископия.
Църквата е построена в центъра на селото в 1860 година. Представлява малък храм с полукръгла апсида на изток. На изток има голяма самостоятелна кулообразна камбанария.